# True Love (Kanye West és XXXTentacion-dal)
A True Love Kanye West és XXXTentacion amerikai rapperek dala, amely eredetileg West tizenegyedik stúdióalbumán jelent meg 2022-ben, a Donda 2 lemezen, amely csak az előadó saját Stem Player platformján volt elérhető. Szerepel ezek mellett XXXTentacion posztumusz lemezén, a Look at Me: The Albumon. 2022. május 27-én jelent meg kislemezként streaming szolgáltatókon.

## Háttér
Kanye West tizenegyedik stúdióalbuma, a Donda 2 csak az előadó saját Stem Player platformján volt elérhető és 2022. február 23-án jelent meg. A lemezen két dal is szerepelt, amelyen posztumusz közreműködött XXXTentacion: a True Love és a Selfish. Május 23-án az XXXTentacion hagyatékát kezelő cég bejelentette az előadó közösségi média oldalain, hogy a True Love meg fog jelenni kislemezként streaming platformokon 2022. május 27-én, egy nappal a Look at Me Hulu-dokumentumfilm kiadását követően. A kislemez helyet kapott a filmben is. West már azután adta hozzá versszakát a dalhoz, hogy Onfroyt meggyilkolták 2018. június 18-án.
A dalon West és XXXTentacion szerelmi életükről és nehézségeikről beszélnek. West és Onfroy életében is nagy nyilvánosság előtt kellett megküzdeniük veszteségeikkel, beleértve West válása Kim Kardashiantől és Onfroy szakítása barátnőjével Geneva Ayalával. A kislemez borítóján szereplő írások XXXTentacion egyik naplójából származnak, amelyet anyja fedezett fel, évekkel a rapper halála után.
West korábban szerepelt már XXXTentacion posztumusz dalán, a One Minute-en, a Skins lemezről.